# Triangle (mini-série)
Pour les articles homonymes, voir Triangle (homonymie).
Triangle : Le Mystère des Bermudes ou simplement Triangle (The Triangle) est une mini-série britanico-américain en trois parties réalisé par Craig R. Baxley, diffusé du 5 au 7 décembre 2005 sur Sci Fi Channel.
La mini-série suit une équipe d'experts venus d'horizons différents qui est chargée par un richissime homme d'affaires de découvrir la vérité sur le triangle des Bermudes où ont disparu plusieurs de ses navires. Leur enquête les mènera à rencontrer des réalités alternatives perturbantes pour chacun d'entre eux.

## Synopsis

### Première partie
En 1492, dans la mer des Sargasses, les deux caravelles et la caraque de Christophe Colomb sont prises dans une tempête, et croisent la route d'un paquebot du XXIe siècle.
De nos jours, un hors-bord de l'association Greenpeace tente d'empêcher un baleinier de tuer un cétacé. Pendant l'opération, le baleinier est coupé en deux par une explosion et coule rapidement, entraînant le zodiac. Le seul rescapé, Meeno Paloma (Lou Diamond Phillips) semble avoir perdu certains souvenirs, comme l'existence de son second fils, la couleur de sa voiture ou son expérience des jeux vidéo. Sa femme Helen (Lisa Brenner) le pousse à consulter des spécialistes, sans résultat.
Eric Benerall (Sam Neill), un homme d'affaires richissime mais discret, affecté par la disparition de plusieurs de ses navires dans la zone, décide de monter une équipe d'experts pour résoudre le mystère du triangle des Bermudes et leur propose 5 000 000 de dollars chacun s'ils réussissent. Le groupe se compose d'un journaliste, Howard Thomas (Eric Stoltz) une océanographe, Emily Patterson (Catherine Bell), un médium, Stan Lathem (Bruce Davison) et un météorologiste, Bruce Geller (Michael E. Rodgers).
Peu après, l'équipe est déposée par un hélicoptère sans immatriculation à bord d'un navire des garde-côtes US sur la zone du crash récent d'un Boeing 747. Le médium de l'équipe perçoit la présence d'une rescapée dans l'épave de l’avion qui semble étonnamment ancienne, à côté de bombardiers-torpilleurs Avenger datant de la Seconde Guerre mondiale d'allure flambant neuve (une référence à la disparition du vol 19). Les deux membres plongeurs découvrent à bord une femme âgée, Heather, s'exprimant comme une enfant. Emily constate également la présence d'une halocline sur les lieux.
L'équipe loue ensuite un ancien sous-marin russe de classe Foxtrot commandé par le Capitaine Jay (Charles Martin Smith) et servi par un équipage russe, afin d'explorer des anomalies sous-marines. Là, ils remarquent de nombreuses haloclines et découvrent un cimetière d'épaves de toutes les époques. Réussissant à faire surface malgré quelques avaries, ils montent sur le pont du sous-marin où ils sont accueillis par une lumière aveuglante venue du ciel.

### Deuxième partie
La lumière se révèle être celle d'un hélicoptère de la marine américaine, et l'équipe est capturée par un groupe de commandos qui surgissent en zodiac. Drogués, ils sont emmenés pour être interrogés, puis placés en isolement. Bruce s'aperçoit qu'ils sont détenus dans une base sous-marine, au fond de l'océan. Les compagnons sont finalement à nouveau drogués, et relâchés sur une plage des alentours de Miami.
Les membres de l'équipe éprouvent des difficultés à retrouver une vie normale, souffrant d'hallucinations - Emily notamment voit sa mère habiter avec elle, alors qu'elle a été abandonnée à la naissance - et éprouvant des difficultés dans leur travail. Benerall, lui aussi, présente les mêmes symptômes et « voit » son frère disparu dans le Triangle. Bruce finit par joindre Emily, Howard contacte Stan - qui a découvert que Heather, la vieille dame découverte dans l'épave du 747, n'avait que six ans au moment de l'embarquement - et ils conviennent de tous se retrouver chez Benerall, qui leur apprend qu'il a subi des menaces de la Navy. Sortant de chez leur employeur, ils partagent la même vision dans laquelle ils se trouvent dans une Amérique fasciste.
L'état de Meeno, qui en plus de ses troubles de mémoire subit lui aussi des hallucinations très réalistes, inquiète de plus en plus sa femme Helen. Il est également de moins en moins concentré et performant dans son emploi. Rentrant chez lui avec des cadeaux pour ses fils, Meeno se rend compte que sa femme ignore jusqu'à l'existence de leur deuxième enfant, comme si, après être apparu de nulle part, il avait été effacé de la réalité. Il devient de plus en plus irascible et anxieux, ne comprenant pas ce qui lui arrive, et envisage même le suicide. 
Bruce et Emily analysent les phénomènes météorologiques et hydrologiques, et en déduisent qu'une quantité considérable d'énergie est générée au fond des eaux, causant de violentes tempêtes magnétiques. Ayant affrété un avion pour se rendre sur place, ils sont pris dans une de ces tempêtes. De leur côté, Howard et Stan enquêtent sur l'enfant à l'apparence de vieille femme et parviennent à découvrir par le grand-père d'Heather, un ancien scientifique de la Navy nommé Karl Sheedy, que la base sous-marine de la Navy est en service depuis des années, et effectue des expériences secrètes sur la matière noire au fond de l'océan. Alors qu'ils sont en voiture avec Karl, une nouvelle réalité les rattrape, et le pont sur lequel ils se trouvent disparaît, précipitant leur véhicule dans le fleuve.

### Troisième partie
Howard sort Stan de l'eau, tandis qu'ils voient le pont se reconstituer littéralement sous leurs yeux. Cependant Karl n'a pas survécu à l'accident. Ils retrouvent Bruce et Emily, qui ont réussi à échapper à l'orage, et ils échangent leurs informations. Le puzzle prend peu à peu forme : la Navy tente de fabriquer une arme en manipulant l'espace-temps. L'équipe va à nouveau voir Benerall et lui expose les résultats de leur enquête. Benerall, qui a des relations haut-placées, contacte le Secrétaire à la Navy Doug Weist. Celui-ci leur confirme les expériences de la Navy, en lien avec le projet Philadelphia, qui aurait créé un trou noir en expansion constante depuis 1943. Il leur révèle également que le point de non-retour sera atteint le soir même, à 23h06, à moins de refermer la brèche à ce moment précis, et qu'un plan dans ce sens a été mis en place.
Inquiet en raison de la tempête qui sévit maintenant sur les terres, Meeno tente de mettre sa famille à l'abri en l'éloignant des côtes de Floride. Arrivé chez lui pour la récupérer, il s'aperçoit qu'elle a disparu sans laisser de traces, sa maison étant indiquée comme étant à vendre. Désespéré, il va voir Howard, qui l'avait interviewé à l'hôpital après son accident, pour lui raconter son histoire.
Pendant ce temps, Bruce déduit des informations fournies par ses étudiants, qu'il avait mis à travailler sur ses données, que les variations climatiques ne sont pas provoquées par un trou noir, et que le plan de la Navy va non seulement échouer, mais aussi aggraver la situation. L'équipe tente d'accéder au site en hors-bord, mais il semble qu'il soit trop tard : l'électricité disparaît sur toute la surface de la terre, et Stan et Howard sont aspirés dans la singularité du Triangle.
Tous deux se retrouvent dans le passé récent, alors qu'ils traversent le pont en voiture, mais cette fois Stan ne réussit pas à s'en tirer, et Howard sauve Karl en le tirant de la voiture immergée. Ils retrouvent l'équipe et se rendent chez Benerall, cependant celui-ci refuse de les écouter et les met à la porte. Howard, Emily, Bruce et Karl rejoignent alors Meeno pour lui emprunter son hors-bord, et, avec vingt minutes d'avance sur leur tentative « précédente », se dirigent vers le Triangle, mais sont pris en chasse par des V-22 Osprey.
Sur la base sous-marine de la Navy, le compte à rebours a commencé pour l'achèvement du plan de fermeture du trou noir. Le commandant de la base donne l'ordre aux avions poursuivants de tirer à vue sur le navire de l'équipe, qui trouve le salut en se jetant par-dessus bord. Recueilli par une vedette de la Navy, le groupe est conduit à la base secrète où ils rencontrent le professeur Osserman, un ancien collègue de Karl. Malgré ses doutes, il finit par se rendre aux arguments de son confrère et tente de faire interrompre l'exécution du plan mais le secrétaire d'état, présent, refuse.
Cependant, Aron Ackerman, l'assistant de Benerall, s'est rendu sur place sur un méthanier, ce qui pousse le secrétaire d'état à suspendre l'expérience en raison du risque encouru. À ce moment précis - 21h06, comme il était prévu - le phénomène s'inverse et les navires et avions happés par le Triangle réapparaissent. Le réalité est reforgée, comme si le Triangle n'avait jamais existé, sauf pour les principaux protagonistes de l'affaire. Dans cette nouvelle existence, Howard est toujours avec sa femme, même s'ils rencontrent des problèmes, mais il a bien l'intention d'arranger les choses ; Emily a un petit ami, et elle appelle sa mère, qui ne la connait pas ; Bruce est marié et a deux enfants, et souffre d'une ancienne blessure à la jambe ; Meeno retrouve sa femme et son fils ; et Stan est de retour dans la réalité.
Voulant récupérer leurs cinq millions de dollars, l'équipe rencontre le frère de Benerall, réapparu mais avec de nouveaux souvenirs et sans aucune réminiscence du Triangle. Celui-ci les reçoit par courtoisie, mais refuse de les satisfaire, faute de documents prouvant l'arrangement passé. Cependant Benerall, qui a observé la scène, se souvient de leur marché et leur envoie leur dû.

## Fiche technique
- Titre : Triangle
- Titre original : The Triangle
- Réalisation : Craig R. Baxley
- Scénario : Rockne S. O'Bannon (scénario), Dean Devlin et Bryan Singer (histoire)
- Production : Volker Engel, Kelly Van Horn et Marc Weigert
- Production exécutive : Dean Devlin, Rockne S. O'Bannon et Bryan Singer
- Sociétés de production : BBC, Electric Entertainment, Bad Hat Harry Productions
- Musique : Joseph LoDuca
- Photographie : David Connell
- Montage : Sonny Baskin et Randy Jon Morgan
- Décors : Tom Hannam
- Costumes : Moira Anne Meyer
- Pays :  Royaume-Uni et  États-Unis
- Format : Couleurs - 1.78:1 - Dolby Digital
- Auteurs / adaptateurs (VF) : Igor Conroux et Gilles Coiffard
- Dates de diffusion :
  -  États-Unis : 5, 6 et 7 décembre 2005 sur Sci-Fi Channel
  -  Royaume-Uni : 26 mai 2006 sur la BBC
  -  France : 30 décembre 2006 (1/2) et 6 janvier 2007 (2/2) sur M6

## Distribution
- Eric Stoltz (VF : Serge Faliu) : Howard Thomas
- Catherine Bell (VF : Clara Borras) : Emily Patterson
- Lou Diamond Phillips (VF : Marc Saez) : Meeno Paloma
- Bruce Davison (VF : Marcel Guido) : Stan Lathem
- Michael E. Rodgers (VF : Frédéric Popovic) : Bruce Geller
- Sam Neill (VF : Hervé Bellon) : Eric Benerall / Winston Benerall
- Lisa Brenner (VF : Sandra Valentin) : Helen Paloma
- John Sloan (VF : Yann Peira) : Aron Ackerman
- Charles Martin Smith (VF : Paul Borne) : Capitaine Jay
- Barrie Ingham (en) (VF : Vincent Grass) : Doug Weist
- Marius Weyers (VF : Michel Fortin) : Karl Sheedy
- Shannon Esra (en) (VF : Véronique Desmadryl) : Sally
- Adrienne Pierce (VF : Mireille Delcroix) : Mère d'Emily
- Robyn Olivia (VF : Célia Charpentier) : Marie
- Anette Kemp (VF : Lisa Caruso) : Traci